# ایلاکا است
ایلاکا است (به لاتین: Ilaka Est) یک منطقهٔ مسکونی در ماداگاسکار است که در واتومندری واقع شده‌است. ایلاکا است ۱۷٬۱۲۰ نفر جمعیت دارد و ۹ متر بالاتر از سطح دریا واقع شده‌است.